# Eptatretus burgeri
Eptatretus burgeri – gatunek bezszczękowca z rodziny śluzicowatych (Myxinidae).

## Zasięg występowania
Wschodni Ocean Spokojny od Tajwanu po Japonię, oraz Morze Japońskie.

## Cechy morfologiczne
Osiąga 60 cm długości. Sześć par worków skrzelowych. Gruczołów śluzowych 81–92, w tym 4–6 na wysokości skrzeli.
Plamki w miejscu oczu widoczne. Wzdłuż linii grzbietu biegnie wyraźny, biały pasek.

## Biologia i ekologia
Występuje w strefie litoralu na głębokości 10–270 m. Zazwyczaj zagrzebana w mule.
W celu odbycia tarła schodzi na większą głębokość. Jest jedyną śluzicą mającą sezonowy cykl rozrodczy; w Japonii tarło odbywa w październiku. Mniej niż 0,1% osobników wykazuje hermafrodytyzm.

## Znaczenie
Poławiana i spożywana w Japonii. Używana jako przynęta.

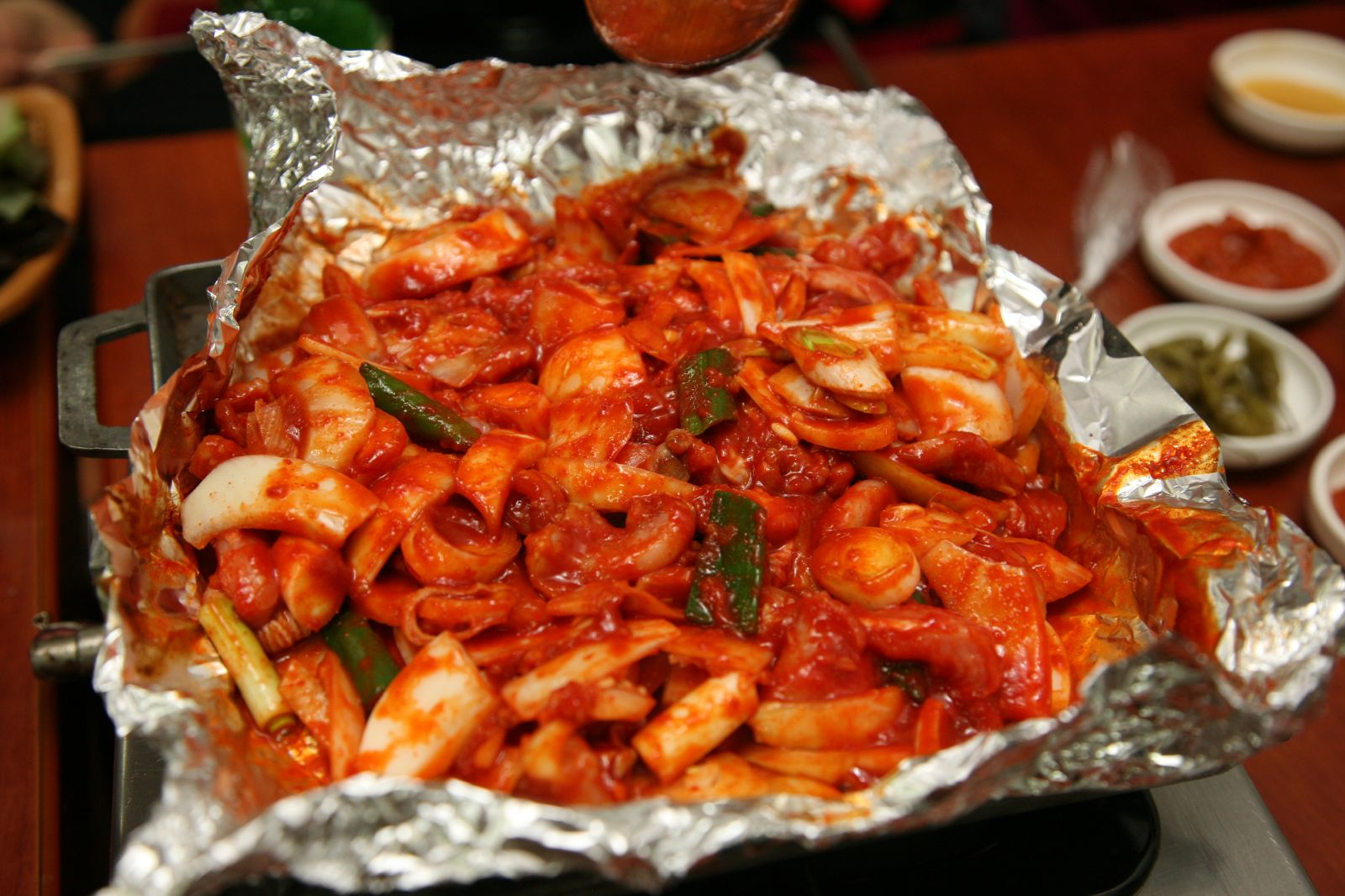
Korea Południowa, danie sporządzone z Eptatretus burgeri